# Dolmen du Pla d'Arques II
Pour les articles homonymes, voir Arca.
Ne doit pas être confondu avec Dolmen du Pla de l'Arca.
 (août 2015).
Le dolmen du Pla d'Arques II est un dolmen situé à Fuilla, dans le département français des Pyrénées-Orientales.